# 신갈시외버스정류장
신갈시외버스정류장은 경기도 용인시 기흥구 신갈동에 위치한 대한민국의 시외버스 정류장이다. 신갈정류장이라고도 한다. 근처에 있는 수원신갈 나들목에서 고속도로를 나온 시외버스가 수원 또는 용인으로 행선지가 나누어지다보니 시외버스정류장이 2곳 존재하고 있다. 근처에 경부고속도로 상에 있는 간이정류장까지 포함하여 3곳으로 구분된다.

## 신갈고속시외버스정류소
신갈고속시외버스정류소는 경기도 용인시 기흥구 신갈동 469-2번지에 위치하며, 보통 신갈시외버스정류장을 말하면 이 곳을 지칭한다. 고속버스와 시외버스가 모두 정차한다. 용인공용버스터미널에서 출발하여 수원신갈나들목을 이용하는 노선 중 대부분이 나들목 진입 전에 경유한다. 현재 정류장은 2011년 11월 11일에 기존에 있던 정류장에서 동쪽 신갈오거리 방향으로 100m 떨어진 신갈제1고가차도 교량 아래로 이전하였다. 현재 경남여객에서 운영하고 있다. 고속버스 전산망상의 터미널 번호는 111이다.

### 고속버스
- 2015년 12월 22일부터 동대구행 노선이 고속 노선으로 승격되었다.

| 운행 노선       | 운행업체                | 운행구간 | 운행구간 | 운행구간 | 경유지                       | 배차 간격 (분) | 시간표                                                        |
| --------------- | ----------------------- | -------- | -------- | -------- | ---------------------------- | -------------- | ------------------------------------------------------------- |
| 신갈 ↔ 광주     | 동부익스프레스 중앙고속 | 신갈     | ↔        | 광주     | 정안휴게소                   | 60~90          | 첫차:07:10 (신갈 기준) 막차:20:20 (신갈 기준)                 |
| 신갈 ↔ 군산     | 경남여객                | 신갈     | ↔        | 군산     | 정안휴게소                   | 8회            | 07:00, 08:25, 11:05, 12:25, 15:05, 16:25, 19:10, 20:25        |
| 신갈 ↔ 김해     | 천일고속 한일고속       | 신갈     | ↔        | 김해     | 선산휴게소, 장유             | 4회            | 08:30, 11:50, 15:10, 18:40                                    |
| 신갈 ↔ 대구     | 코리아와이드경북        | 신갈     | ↔        | 동대구   | 무정차                       | 6회 9회        | 08:00, 09:30, 11:00, 12:30, 14:00, 15:30, 17:00, 18:30, 19:30 |
| 신갈 ↔ 부산     | 경남여객 동부익스프레스 | 신갈     | ↔        | 부산     | 낙동강휴게소                 | 9회            | 07:20, 08:50, 10:20, 11:50, 13:20, 14:50, 16:20, 17:50, 19:00 |
| 신갈 ↔ 부산서부 | 경남여객 동부익스프레스 | 신갈     | ↔        | 부산서부 | 선산휴게소                   | 3회            | 08:00, 11:05, 15:40                                           |
| 신갈 ↔ 진주     | 중앙고속                | 신갈     | ↔        | 진주     | 인삼랜드휴게소, 개양         | 3회            | 10:10, 13:10, 16:00                                           |
| 신갈 ↔ 진주     | 중앙고속                | 신갈     | ↔        | 진주     | 인삼랜드휴게소, 진주혁신도시 | 2회            | 07:00, 18:40                                                  |
| 신갈 ↔ 창원     | 동양고속 중앙고속       | 신갈     | ↔        | 창원     | 선산휴게소, 마산             | 5회            | 07:30, 10:30, 13:30, 16:30, 19:20                             |

### 시외버스
- 2018년 6월 11일부로 구미, 울산 방면 노선 운행이 중단되었다.

| 방면        | 행선지 |
| ----------- | --- |
| 수도권 방면 | 강남대, 고양, 고양화정, 광교, 광명, 기흥역, 명지대, 부천, 아주대, 안산, 영통입구, 에버랜드, 용인, 시청·용인대역, 인천, 평촌 |
| 충청권 방면 | 대전, 아산, 천안, 세종청사, 세종, 유성                                                                                      |
| 호남권 방면 | 전주 |
| 영남권 방면 | 경주, 포항 |

## 신갈영덕시외버스정류장
신갈영덕시외버스정류장은 경기도 용인시 기흥구 영덕동 47-6번지에 위치하고 있다. 시외버스만 정차한다. 수원종합버스터미널에서 출발하여 수원신갈나들목을 이용하는 노선 중 일부가 나들목 진입 전에 경유한다. 기존 신갈시외버스정류장과 혼동을 피하기 위해 수원신갈 정류장, 수원IC정류장이라는 명칭을 사용하거나, 또는 근처에 두진아파트가 위치하고 있어 두진아파트시외버스정류장이라고 하기도 한다. 수원 ~ 여수 운행 노선이 고속버스 전산망을 사용하여 고속버스 전산망상의 터미널 번호는 114이다.
2015년 4월 23일부로 대전복합터미널 방면 고속버스 운행이 중단되었다.
| 방면        | 행선지                                                     |
| ----------- | ---------------------------------------------------------- |
| 수도권 방면 | 공도, 대림동산, 동아방송대, 안성, 여주, 이천, 중앙대(안성) |
| 강원권 방면 | 횡성휴게소, 동해, 강원대학교 삼척캠퍼스, 삼척              |
| 충청권 방면 | 대전청사, 북청주, 아산, 오창, 유성, 천안, 청주             |
| 호남권 방면 | 순천, 여천, 여수                                           |

### 특이사항
용인 방면 신갈고속시외버스정류소와 달리 이 곳에 정차하는 시외버스 노선은 예매가 불가능하다.향후 KD수원터미널에서 운영을 맡아 무인단말기를 시외버스만 정차하는 곳으로 별도로 이전해 운영할 예정이다.이렇게되면 무인단말기로도 카드결제가 가능하다.

## 신갈간이정류소
신갈간이정류소는 경부고속도로 상에 위치한 간이 정류장이다. 신갈시외버스정류장에서 상미마을 방향으로 가는 길로 들어가면 이 간이정류장으로 올라갈 수 있는 계단이 있다.
서울남부-탕정 시외버스와, 일부 대학교 통학버스와 관광 목적으로 운행하는 관광버스가 이 곳에서 정차하고 있다.
| 운행 노선       | 운행업체 | 운행구간 | 운행구간 | 운행구간 | 경유지                        | 배차 간격 (분) | 시간표                            |
| --------------- | -------- | -------- | -------- | -------- | ----------------------------- | -------------- | --------------------------------- |
| 서울남부 ↔ 탕정 | 동양고속 | 서울남부 | ↔        | 탕정     | 죽전, 신갈, 천안3공단, 선문대 | 5회            | 06:20, 09:35, 13:30, 16:20, 19:30 |